# 모렌슈트라세역
모렌슈트라세역(U-Bahnhof Mohrenstraße)은 베를린 미테구 미테에 있는 U2의 역이다. 동서 방향의 모렌슈트라세 서쪽 끝에 설치되어 있다. 서쪽 출입구는 빌헬름슈트라세(Wilhelmstraße)와 포스슈트라세(Voßstraße)가 만나는 지점, 동쪽 출입구는 글린카슈트라세(Glinkastraße)에 설치되어 있다.

## 역사
1908년 10월 1일 개통 당시 역명은 근처에 있었던 카이저호프 호텔의 이름을 딴 카이저호프(Kaiserhof)역이었다. 당시 카이저호프 호텔은 베를린에서 최고급 호텔이었다. 계획된 역명은 빌헬름플라츠(Wilhelmplatz)역이었지만, 당시 샤를로텐부르크 지역에 동명의 역(현재의 리하르트바그너플라츠역)이 설치되어 있었기 때문에 카이저호프역으로 개통했다. 호텔 외에도 일부 정부 부서가 있었기 때문에 역 내부에 큰 투자를 했다. 설계자는 알프레드 그레난데르였으며, 흰색 벽과 검은색 타일을 주 색상으로 설계했다.
1936년 하계 올림픽을 준비하면서 역이 있는 빌헬름플라츠 광장이 재설계되었다. 군사 행진을 준비하기 위해서 광장에 조성된 녹지를 철거하고, 퍼걸러 양식으로 건설된 도로 중앙으로 향하는 출입구도 보도로 향하는 작은 출입구로 대체되었다.
제2차 세계 대전으로 역 대부분과 역명의 기원이 된 카이저호프 호텔을 포함한 일대가 파괴되었다. 역 일대가 동베를린으로 편입되면서 정치적인 이유 및 도시 재건 과정에서 역이 개칭되었다. 1950년 8월 19일에는 독일 공산당의 대표를 지냈던 에른스트 텔만을 기념하기 위해서 빌헬름플라츠가 텔만플라츠(Thälmannplatz)로 개칭되었고, 역 이름 역시 텔만플라츠역으로 개명되었다. 1964년 9월부터 빌헬름슈트라세가 오토그로테볼슈트라세(Otto-Grotewohl-Straße)로 개칭되었고, 광장 조성 당시와는 풍경이 달라졌으며, 1986년 당시 조성된 프렌츨라우어 베르크의 에른스트텔만파르크(Ernst-Thälmann-Park) 주거 지구와의 혼동을 피하기 위해서 텔만플라츠라는 이름의 사용이 실질적으로 중단되었다. 이에 따라서 1986년 4월 15일 오토그로테볼슈트라세(Otto-Grotewohl-Straße)역으로 개칭되었다.
1950년 당시 역 재건축으로 붉은색 잘부르크 대리석(Saalburger Marmor)으로 역사 벽면, 기둥, 의자를 마감했다. 슈피겔에서는 파괴된 신총통관저(Neue Reichskanzlei)에서 대리석을 가져왔다는 기사를 쓴 적이 있으며, 그 출처를 제기하지 않았다. 이는 차후에 도시전설로 밝혀졌다. 베를린 장벽 건설 이후에는 동베를린 A선의 종착역이 되었다.
독일의 재통일 이후 1991년 10월 3일에는 과거 사회주의 정치가 및 활동가의 이름을 지우는 작업의 일환으로 역명이 모렌슈트라세(Mohrenstraße)역으로 개칭되었다. 1993년 11월 13일에는 글라이스드라이에크역 방면 운행이 정상화되었다.
2017년 6월 1일 엘리베이터가 설치되었으며, 치텐플라츠 방면 대합실 내부도 개보수되었다. 건축 예산은 약 140만 유로이다.
역명의 기원이자 도로명의 'Mohr'는 독일어로 유색인종 내지는 흑인을 가리키는 단어이다.(Mohr, Mohrenstraße) 1990년대부터 이미 역명에 대한 문제가 제기된 적이 있었다. 조지 플로이드 사망 사건으로 인하여 2020년 6월에는 모렌슈트라세역의 역명을 변경할 계획이 알려졌다. 역명 후보 중에는 인접해 있는 도로인 글린카슈트라세(Glinkastraße)가 있었으나, 미하일 글린카의 반유대주의 때문에 비슷한 문제가 있다고 지적받았다.

## 인접 철도역
베를린 버스 M48, 300번과 환승할 수 있다.
| 베를린 지하철 2호선         | 베를린 지하철 2호선 | 베를린 지하철 2호선  |
| --------------------------- | ------------------- | -------------------- |
| 포츠다머 플라츠 룰레벤 방면 | U2                  | 슈타트미테 팡코 방면 |

## 참고 문헌
- Axel Mauruszat, Klaus Topel: Marmor-Mythos Mohrenstraße. In: Verkehrsgeschichtliche Blätter, Heft 4/2008, S. 106–109.